# Partido Operário Revolucionário Trotskista
O Partido Operário Revolucionário Trotkista (PORT) foi uma organização política brasileira fundada em 1953 e que atuou até 1990.

## História
A partir do final da década de 1920, existiram no Brasil vários agrupamentos políticos simpáticos ao pensamento de Leon Trotsky. Um deste foi o Partido Operário Revolucionário Trotskista (POR-T), fundado em 1953 influenciado pelo argentino J. Posadas ligada à IV Internacional.
O partido publicou o periódico "Frente Operária", até 1990, com vários ensaios de Posadas sobre os mais variados assuntos: desde afirmações ecléticas até informações sobre a chegada de discos voadores ao planeta terra e discussões sobre a vida sexual dos revolucionários. Apesar da excentridade de Posadas, O PORT não acolhia a luta armada como alternativa para o processo revolucionário. Ao contrário dos grupos trotskistas que existiam mundo a fora, o partido aceitava o posicionamento da União Soviética em escala internacional, como também se mostrava simpático como alternativa revolucionária para o Brasil uma expectativa de algum grupo de militares nacionalistas assumissem o poder revolucionário, uma espécie de revolução peruana. O principal redator do "Frente Operária" foi Sidney Fix Marques dos Santos, que desapareceu em Buenos Aires no dia 15 de fevereiro de 1976.
No início da década de 1960 conseguiu certa notoriedade ao caracterizar-se com uma política mais esquerdista que o Partido Comunista Brasileiro e por envolver-se em agitações das ligas camponesas. Após o golpe de Estado no Brasil em 1964, o POR-T enviou seus membros para trabalhar nos campos e na indústria; além disso sofreu forte repressão. Olavo Hansen era um desses membros, foi o primeiro operário do qual se tem conhecimento a ser morto no Departamento de Ordem Política e Social de São Paulo em 1970; de acordo com o jornalista Elio Gaspari foi o primeiro "embaraço" do governo de Emílio Garrastazu Médici cujo tentava esconder e negar em denúncias internacionais qualquer menção à tortura. O governo proibiu que Durward Sandifer, representante da Comissão Interamericana de Direitos Humanos, fizesse uma investigação, o que complicou a visão do Brasil internacionalmente; também foi registrado queixa na Organização Internacional do Trabalho que teve resultado inconcludente.
Em 1968, surgiu de uma dissidência do POR-T, a Fração Bolchevique Trotskista (FBT). No Rio Grande do Sul e em São Paulo outra dissidência chamou-se Primeiro de Maio. Em 1976, essas duas organizações tendo rompido com Posadas fundiram-se na Organização Socialista Internacionalista (OSI), que publicava o jornal O Trabalho.

## No Ceará
A chegada do POR-T à Fortaleza ocorreu com a vinda de dois militantes: Gilvan Rocha e Rômulo Augusto Romero Fontes, de Pernambuco para Fortaleza, no início de 1965.
Dentre os ex-militantes do POR-T no Ceará, podem-se citar:
1. Mário Miranda de Albuquerque, que depois seria presidente da Associação 64-68: Anistia Ceará,
2. Paulo Emílio Andrade Aguiar, que depois seria O ex-professor do Curso de História da UECE,
3. Gilvan Rocha, que depois seria fundador do PT e do PSOL em Fortaleza;
4. Inocêncio Rodrigues Uchoa, que depois seria juiz do trabalho;
5. Luis Cruz Lima, seria O ex-professor de Geografia; e
6. Mauro Pamplona de Freitas;
7. Walton Miranda, que seria médico;
8. Carlos Torres[7];
9. Rubens Coelho Figueiredo,
10. Gervásio e os operários da Fábrica Santa Cecília: José Ferreira e Guerreiro.

Na Semana Santa de 1965, ocorreu uma Escola de Quadros com participação de cerca de 20 pessoas, na qual Gilvan Rocha foi o principal expositor.
O grupo começou a publicar um jornal mimeografado, denominado como "O Proletário".
Em 1966, Gilvan Rocha rompeu com o POR-T, por discordâncias com o posadismo e porque is defendia uma linguagem que permitisse maior aproximação com as massas. Depois disso, Gilvan fundou o Partido Operário Leninista (POL), também de orientação trotskista, que teve curta duração. Depois disso, Gilvan iria integrar o Movimento Comunista Internacionalista (MCI), organização nacionalmente dirigida por Hermínio Sachetta, que tinha como referencial teórico as obras de Rosa Luxemburgo.
Vários militantes acompanharam Gilvan Rocha em sua saída do POR-T no Ceará. Depois disso o POR-T cearense passou a atuar principalmente entre os estudantes secundaristas. Foi nesse período que ingressam militantes como: Joaci da Silva Leite, Willian Uchoa, Charlene Frota Silveira, José Arlindo Soares, Nancy Lourenço, Oscar d’Alva e Souza Filho, Mário Albuquerque, José Galba de Menezes Gomes, Inocêncio Rodrigues Uchoa e Ruth Mendes Cavalcante.
No início de setembro de 1967, foi realizada, em Maranguape, a segunda Escola de Quadros do POR-T no Ceará, com a presença de Carlos Montarroyos (dirigente nacional) e de Rui Osvaldo Pfuzenreuter (Comitê Regional do Nordeste).
Durante a escola de quadros, ocorreu um grande conflito entre Carlos Montarroyos e Rômulo Fontes o que gerou a saída de Rômulo e outros militantes que fundaram o Movimento Proletário Socialista (MPS). Posteriormente, Rômulo seria preso e delataria vários militantes do POR-T no Ceará.
No início de maio de 1970, foram presos: Tereza Maria de Paula, Maria Zulene Craveiro de Souza e Lourival Carneiro de Sousa, que na época eram militantes da Fração Bolchevique Trotskista (FBT), uma cisão do POR-T.
Em junho de 1970, foi decretada a prisão preventiva de Helena de Paula Joca, Bartolomeu José Gomes, Paulo Emílio Andrade Aguiar, Verônica Daniel Silveira, Inocêncio Rodrigues Uchôa, Enrico Dorneles, Ivan Falcão de Barros, Lourival de Almeida Aguiar e Maria Francisca Sales Pinheiro, todos militantes da FBT.